# Sloanea amygdalina
Sloanea amygdalina är en tvåhjärtbladig växtart som beskrevs av August Heinrich Rudolf Grisebach. Sloanea amygdalina ingår i släktet Sloanea och familjen Elaeocarpaceae. Inga underarter finns listade i Catalogue of Life.